# Судебная газета
«Судебная газета» — еженедельная юридическая газета, выходившая в 1882—1905 гг. в Петербурге.

## История
На страницах газеты публиковались официальные документы Министерства юстиции, решения кассационных департаментов Правительствующего сената, материалы о служащих судебной системы (в том числе о движении по службе), обзоры новых законодательных актов. Отдельно можно отметить отделы «На суде» (разбор судебных процессов), «Юридическую хронику» (посвященную практике судопроизводства), материалы, посвященные зарубежным судебным системам (особенно европейским). В «Судебной газете» публиковались видные отечественные юристы и общественные деятели — Л. Н. Нисселович Г. К. Градовский, В. А. Гольцев, В. Д. Белов, С. А. Муромцев, А. К. Алчевский, В. Д. Спасович. За 1882—1883 гг. к газете имеются указатели. В настоящий момент почти весь комплект «Судебной газеты» оцифрован Российской национальной библиотекой.

## Редакторы
- Л. Н. Нисселович (1882)
- А. И. Николич (1882—1886)
- Ф. В. де-Веки (1886—1905)